# Xanthopimpla granulata
Xanthopimpla granulata là một loài tò vò trong họ Ichneumonidae.